# Il grande valzer
Il grande valzer (The Great Waltz) è un film del 1938 diretto da Julien Duvivier. Noto anche con il titolo alternativo The Life of Johann Strauss, è una biografia molto romanzata della vita di Johann Strauss figlio, interpretato dall'attore francese Fernand Gravey.

## Trama
Vienna, metà dell'Ottocento. Johann "Schani" Strauss, il figlio del famoso compositore, lavora in banca ma sogna di diventare un musicista, trascurando il suo lavoro. Finisce per essere licenziato, ma la cosa gli procura solo gioia, perché si sente finalmente libero di seguire le sue inclinazioni. Anche Poldi Vogelhuber, la figlia del fornaio Kienzl, una ragazza innamorata di Johann è contenta per lui. Kienzl, musicista dilettante, aiuta - insieme ad alcuni amici - il giovanotto a mettere su un'orchestra. Johann riesce ad ottenere, qualche tempo dopo, una scrittura al Donmayer's Cafe ma la sua musica non incontra il favore del proprietario. Proprio mentre sta per essere licenziato, nel locale giungono due stelle dell'opera, Fritz Schiller e Carla Donner, che chiedono all'orchestra di suonare per loro.
Johann suona il suo nuovo valzer, Vita d'artista e il locale si riempie presto di amanti della musica. Schiller ne è impressionato e combina per l'orchestra del giovane Strauss una partecipazione alla grande festa che si deve svolgere a palazzo Hohenfried. Carla canta un valzer e la musica attira l'attenzione del famoso Julius Hofbauer, l'editore musicale. Johann però ritiene che sia Carla che Hofbauer si interessino a lui solo come fosse una divertente novità. Lascia la festa e qualche tempo dopo sposa la devota Poldi.
Nelle strade di Vienna scoppiano i moti di rivolta del 1848. Attaccando una carrozza, i rivoluzionari cantano una marcia scritta per loro da Johann. Prima però che i rivoltosi passino alle vie di fatto, Johann salva l'occupante della carrozza che non è altri che Carla. I due attraversano il bosco viennese e l'atmosfera del luogo ispira il musicista che compone una melodia. Ma una tempesta costringe la coppia a riparare in una locanda dove Carla viene scambiata dall'oste per la moglie di Strauss. Ci vuole poco perché Carla e Johann si rendano conto di essersi innamorati l'uno dell'altra. La cantante, però, se ne deve andare via quando giunge il conte Hohenfried che la riporta a casa.
Tornato da Poldi, Johann non riesce a dimenticare Carla e pensa continuamente a lei. Decide di andarsene da Vienna, ma gli viene commissionata un'opera che dovrà avere come protagonista proprio Carla. Durante le prove, tra il musicista e la cantante l'amore si fa sempre più profondo. Poldi, che si è resa conto di quello che sta accadendo, decide di non venire alla prima dell'opera e Hohenfried, allora, le chiede di aiutarlo a rompere quella relazione che non farà altro che rendere infelici tutti quanti. Poldi, quando arriva all'Opera, ha un incontro con Carla ma, dopo aver visto il trionfo di Johann, annuncia alla sua rivale che si ritirerà in buon ordine perché si rende conto che lei non potrà mai ispirare il marito come ha fatto la cantante. Carla, commossa dal suo sacrificio, scompare dalla scena.
Negli anni seguenti, Johann diventa celebre, rimanendo fedele a Poldi. Ma il suo cuore non ha mai dimenticato il suo amore infelice.

## Produzione
Il film fu prodotto dalla Metro-Goldwyn-Mayer (MGM) e dalla Loew's Incorporated.

### Musica
Le coreografie del film furono affidate ad Albertina Rasch.

#### Numeri musicali
- Tales of the Vienna Woods (I racconti del bosco viennese)
- There'll Come a Time
- I'm in Love with Vienna
- One Day When We Were Young
- An Artist's Life (Vita d'artista)
- The Blue Danube (Sul bel Danubio blu)
- Voice of Spring (Frühlingsstimmen)
- Du und du
- Revolutionary March (Revolutions-Marsch)
- Die Fledermaus, selezione dall'operetta

## Distribuzione
La Metro-Goldwyn-Mayer (MGM) lo distribuì internazionalmente e il film uscì nelle sale USA il 4 novembre 1938.
Il film ebbe un successo clamoroso in Australia dove rimase in programma per ben due anni.

## Riconoscimenti
- Premi Oscar 1939
  - Oscar alla migliore fotografia